# COLLEKAZARO
COLLEKAZARO（コレカザロ）は、タカラトミーが展開するハイターゲット向け商品である。「T-SPARK」の一レーベルで、人気キャラクターとコラボした3.75インチ(約10㎝)のコレクタブルフィギュアシリーズでブリスターパッケージに収納しているため収集して飾るだけでなく持ち運びも可能。

## 製品

### 僕のヒーローアカデミア
CK-M01 緑谷出久（2026年1月予定）
首、肩、腕、股関節が可動。
CK-M02 轟焦凍（2026年1月予定）
首、肩、腕、股関節が可動。
CK-M03 麗日お茶子（2026年1月予定）
首、肩、腕、股関節が可動。
CK-M04 オールマイト（2026年1月予定）
首、肩、腕、股関節が可動。
CK-M05 死柄木弔（2026年1月予定）
首、肩、腕、股関節が可動。
CK-V01 灰廻航一（2026年1月予定）
首、肩、腕、股関節が可動。
CK-V02 ポップ☆ステップ（2026年1月予定）
首、肩、腕、股関節が可動。
CK-V03 ナックルダスター（2026年1月予定）
首、肩、腕、股関節が可動。